# Lauingen (Donau)
Lauingen (Donau) est une ville allemande de Bavière située dans l'arrondissement de Dillingen, dans le district de Souabe.

## Géographie

### Localisation
La ville de Lauingen est située dans la vallée du Danube dans le district de Souabe, à Dillingen.

## Histoire
Durant l'Antiquité, un culte au dieu celte Grannos était célébré à Lauingen (Faimingen). En effet, des inscriptions à son nom y ont été retrouvées, associés avec ceux d'Hygie et de la Mère des Dieux.

## Personnalités nées à Lauingen
- Albert le Grand (entre 1193 et 1206 – 1280)
- Martin Ruland le Jeune (de) (1569-1611)
- Friedrich Brentel (1580 – 1651) ;
- Nikolaus Geiger (1849 – 1897) ;
- Peter Welz (1972-), artiste.

## Jumelages
La ville de Lauingen est jumelée avec :

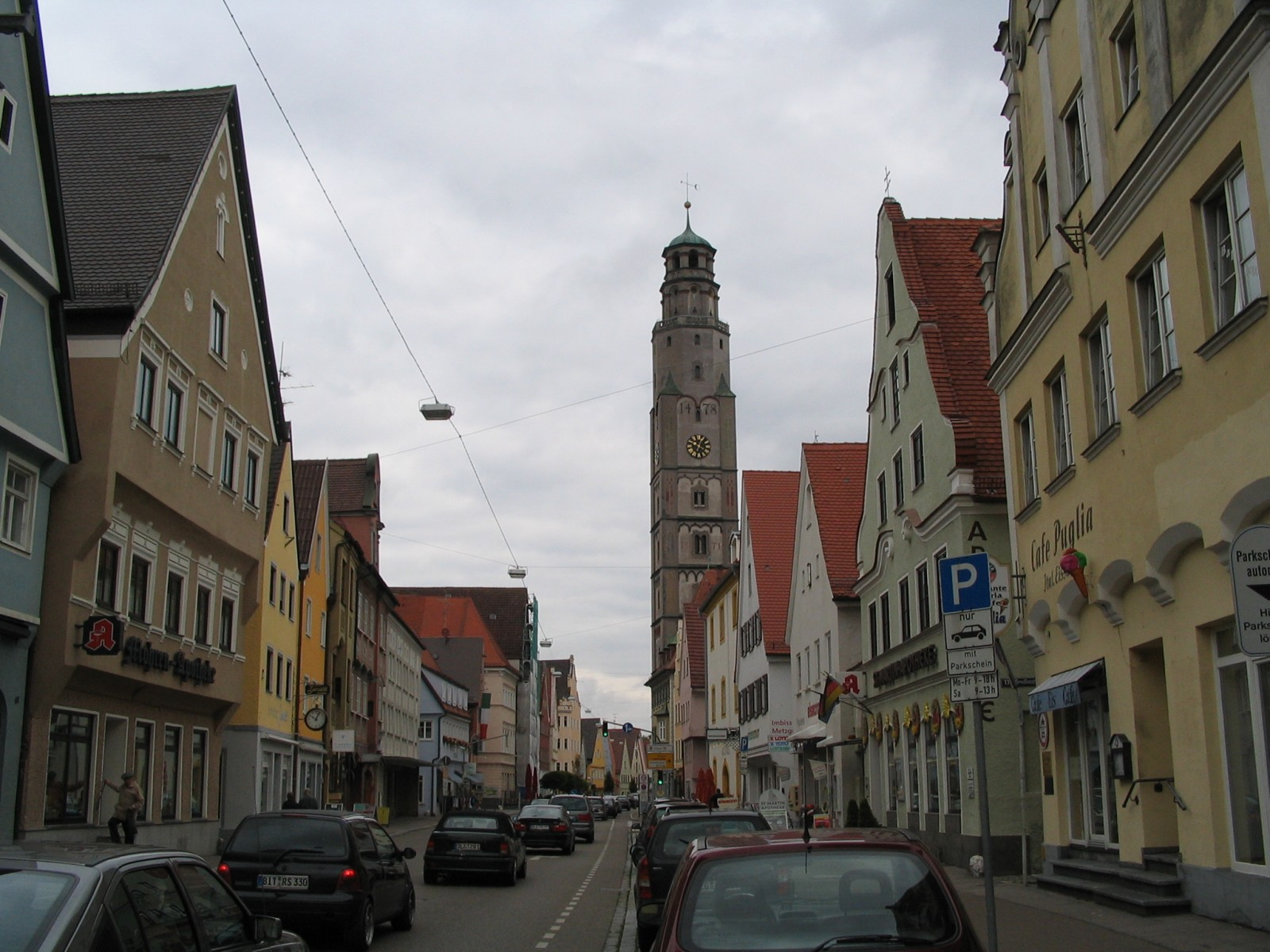
Vue de la Herzog-Georg-Straße, dans le centre-ville.

- Marzahn-Hellersdorf (Allemagne) ;
- Segré (France) ;
- Treviglio (Italie).